# Mingus Creek
La Mingus Creek est un cours d'eau américain qui s'écoule dans le comté de Swain, en Caroline du Nord. Entièrement incluse à l'intérieur du parc national des Great Smoky Mountains, la rivière se jette dans l'Oconaluftee, qui fait partie du système hydrologique du Mississippi. Elle alimente en eau le moulin en bois appelé Mingus Mill.